# Lily Garafulic
Lily Garafulic Yancovic (Antofagasta, 14 de mayo de 1914 - Santiago, 15 de marzo de 2012) fue una escultora, artista plástica, y curadora de arte chilena, directora del Museo Nacional de Bellas Artes (1973-1977), Premio Nacional de Artes Plásticas 1995.

## Biografía y carrera profesional
Cuando tenía cinco años de edad, sus padres croatas se mudaron de Antofagasta a Santiago. Ingresó en el Liceo N.º 3 de Niñas, posteriormente, contraviniendo el deseo de sus padres, estudió en la Escuela de Bellas Artes de la Universidad de Chile (1934-1938), donde sería alumna del escultor Lorenzo Domínguez y del pintor Hernán Gazmuri.
Terminados sus estudios, realizó un viaje de perfeccionamiento a Europa junto a otros destacados artistas chilenos: Inés Puyó, Ana Cortés y Marco Bontá. En París conoció las obras del escultor rumano Constantin Brâncuşi y del pintor Jules Breton.

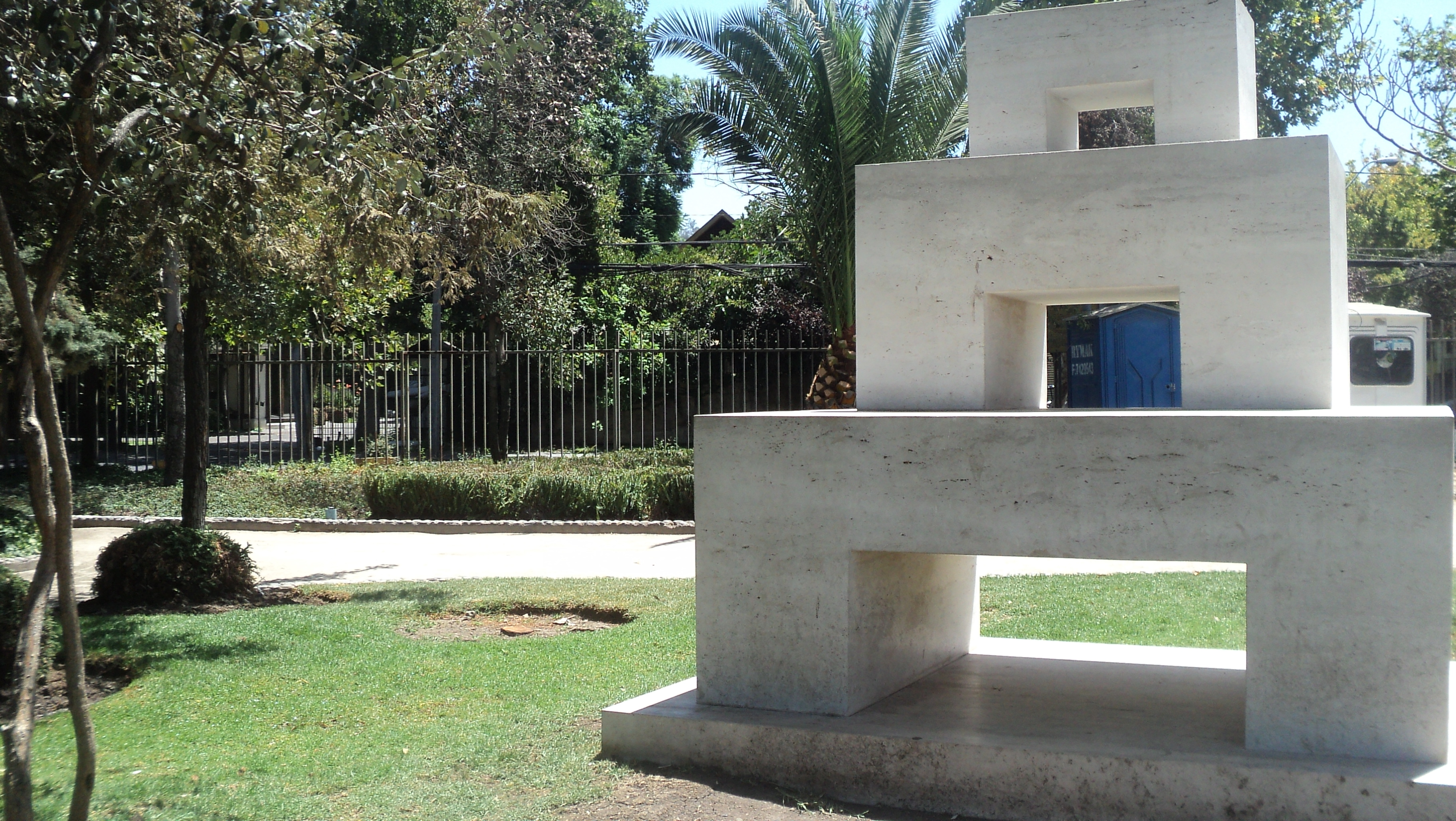
Imagen para el Bicentenario, obra ubicada en el Parque de las Esculturas de Providencia.

En 1944 realizó su primera exposición individual fue de sus esculturas en Chile; el mismo año, viajó a Nueva York a perfeccionarse gracias a una beca Guggenheim, ciudad donde estudió escultura y grabado durante un año. En 1946 realizó Los 16 profetas, obra monumental para el Santuario de Lourdes en Santiago.
Inicia su carrera como docente en 1947, al ingresar como profesora suplente en la cátedra de Escultura de su alma mater. En 1949 viajó a Italia —Ravena y Venecia—, a estudiar la técnica del mosaico. En 1951 obtuvo el cargo de profesora titular en la mencionada cátedra, convirtiéndose así en formadora de escultores tales como Sergio Castillo, Matías Vial, Raúl Valdivieso, Wilma Hannig, Alfredo Portales y Francisco Gazitúa.
En 1957 fue nombrada representante de Chile en la Asociación Internacional de Artes Plásticas de la Unesco, recibiendo una beca del Gobierno chileno para estudiar la técnica del mosaico en Europa y Oriente Medio, además de la organización de museos de arte. En 1959 fue nombrada presidenta del Comité Organizador del Tercer Congreso Regional de Artes Plásticas, patrocinado por las Naciones Unidas y la Universidad de Chile.
En 1966 fue invitada por la Escuela de Bellas Artes de Lima, Perú, como profesora. De 1973 a 1977 asumió como directora del Museo Nacional de Bellas Artes, donde se encargó de crear el Laboratorio de Restauración y Conservación de Obras de Arte del Museo hasta 1982, fecha en que se creó el Centro Nacional de Conservación y Restauración de la DIBAM. En 1975 participó como jurado internacional de Unicef en Nueva York.

### Importancia y legado
Garafulic fue la primera escultora chilena que se volcó hacia la abstracción, línea en la que destacan, según Isabel Cruz, además de los citados profetas, su serie Lunas (1969).
Junto a Rebeca Matte y Marta Colvin, es considerada entre las tres escultoras más importantes de Chile, por lo que en 1995 recibe el Premio Nacional de Artes Plásticas.

## Fallecimiento
Liliy Garafulic falleció en 2012 en Santiago de Chile. A su muerte, sus obras fueron donadas a la Biblioteca del Museo Nacional de Bellas Artes parte y a la Universidad de Talca, que recibió  65 obras escultóricas de su colección particular.

## Premios
- 1936: Tercer Premio del Salón Oficial. Santiago de Chile.
- 1937: Medalla IV Centenario de la Ciudad Valparaíso, Chile.
- 1940: Segundo Premio de Escultura, VIII Salón de Verano, Viña del Mar.
- 1941: Primer Premio de Escultura, IV Centenario Fundación de Santiago.
- 1942: Segundo Premio de Escultura, LIV Salón Oficial. Santiago de Chile.
- 1943: Premio Salón de Verano. Viña del Mar.
- 1945: Primer Premio Dibujo y Grabado Salón Oficial Santiago de Chile.
- 1945: Primer Premio Salón de Verano. Viña del Mar.
- 1947: Primer Premio Escultura, Salón Oficial. Santiago de Chile.
- 1953: Premio de Honor, LXIV Salón Oficial. Santiago de Chile.
- 1961: Premio "Rebeca Matte", sección escultura, Salón de Verano, Viña del Mar.
- 1963: Mención Honrosa IX Bienal de Sao Paulo, Brasil.[7]
- 1985: Premio Círculo de Críticos de Chile. Santiago de Chile.[7]
- 1992: Premio "Rebeca Matte", Ministerio de Educación. Santiago de Chile.[7]
- 1995: Premio Nacional de Arte. Mención plástica.[7]